# Luiz Villaça
Luiz Villaça (São Paulo, 18 de dezembro de 1965) é um cineasta brasileiro, conhecido pela criação de longas-metragens, séries de TV e documentários.

## Biografia
Luiz Villaça nasceu em São Paulo, no dia 18 de dezembro de 1965. Ainda quando dirigia curtas, conheceu a atriz Denise Fraga, com quem desenvolveu uma longa parceria de trabalhos, além de se casar e ter dois filhos. Aos 33 anos, Villaça estreou como diretor de longas-metragens com o filme Por Trás do Pano (1999), o qual também assina o roteiro junto com Flavio Souza. Estrelada por Denise Fraga, Pedro Cardoso, Luís Mello, Marisa Orth e Esther Goes, a obra foi reconhecida pelo Festival de Gramado com os Prêmios de Júri Popular e Melhor Atriz para Denise Fraga, e pelo Festival Internacional del Nuevo Cine Latino-Americano Havana, Cuba, também pelo Prêmio de Melhor Atriz. 
Em seguida, o diretor estreou na televisão com Retrato Falado, quadro do Zorra Total que logo ganhou sucesso na programação do Fantástico, ambos da Rede Globo. No Fantástico, o quadro permaneceu no ar de 2000 a 2007, tendo a primeira temporada reconhecida pelo Prêmio da Associação Paulista dos Críticos de Arte na categoria Humor.
Paralelo ao Retrato, Luiz Villaça estreou outra atração dentro do Fantástico, em 2002. Intitulada Copas de Mel, o quadro era protagonizado por Denise Fraga e Selton Mello, sendo exibido como um especial durante as Copas do Mundo FIFA de 2002 e de 2006. O segundo longa-metragem do diretor também foi lançado nesse período. Em 2003, Cristina Quer Casar, foi estrelado por Denise Fraga, Marco Ricca, Suely Franco, Fábio Assunção e Júlia Lemmertz.
Em 2003, Villaça e Denise emplacaram outro quadro na mesma faixa, intitulado Dias de Glória (2003). Na atração, Denise Fraga interagia com o noticiário da semana, provocando-o ou sofrendo as consequências do que aconteceu. No ano seguinte, também no Fantástico, ele estreia o quadro Álbum de Casamento (2004), em que Denise Fraga era uma fotógrafa de cerimônias que narrava histórias adaptadas do livro Pequenos Amores, de José Roberto Torero. Ao todo, foram 16 episódios. Em seguida, o mesmo time de criação ocupou a faixa no dominical com o quadro Fazendo História, no qual Denise interpretava histórias colhidas na rua a partir da colaboração de várias pessoas abordadas pela produção. Fazendo História ficou no ar entre agosto e setembro de 2004.
Em 2006, Villaça integra a equipe de criação e assina a direção geral do Central da Periferia. A atração comandada por Regina Casé foi um programa de variedades que deu espaço e visibilidade às comunidades pobres, colocando em debate a nova relação entre as produções culturais do centro e da periferia no Brasil. Exibido no primeiro sábado de cada mês, a primeira temporada do programa teve oito episódios gravados em diversos estados brasileiros.
Em 2007, com o fim do Retrato Falado, Villaça dirigiu Te Quiero América, também inserido na programação do Fantástico. Misturando romantismo e documentário, o quadro trazia Denise Fraga e João Miguel em uma viagem pela América do Sul, vivendo uma história de amor cheia de altos e baixos enquanto conheciam os habitantes, a cultura e os costumes dos lugares por onde passavam.
Dois anos depois, Villaça volta ao cinema com o longa O Contador de Histórias (2009), baseado na vida de Roberto Carlos Ramos. No mesmo ano, o diretor levou ao ar a microssérie Norma, que foi ao ar aos domingos, após o Fantástico.
Já em 2013, o diretor estreou na TV fechada com a série Três Teresas (GNT), criada e dirigida por ele. A série teve uma segunda temporada em 2014 e contava com Denise Fraga, Claudia Mello e Manoela Aliperti como as protagonistas da trama, que desbravava a história de três gerações de mulheres de uma mesma família. Ainda em 2013, o diretor estreou a série A Mulher do Prefeito, na Rede Globo. Protagonizado por Tony Ramos e Denise Fraga, o seriado foi indicado ao Emmy Internacional de Melhor Comédia, em 2014. Já em 2015, Luiz Villaça estreou a série Vizinhos, também no GNT.
Em 2016, lançou De Onde Eu Te Vejo, estrelado por Denise Fraga, Domingos Montagner e Manoela Aliperti. Roteirizado por ele, Rafael Gomes e Leonardo Moreira, a comédia romântica contou ainda com as atuações de Juca de Oliveira, Fúlvio Stefanini, Marisa Orth e Laura Cardoso, que ganhou o Grande Prêmio do Cinema Brasileiro de Melhor Atriz Coadjuvante pela participação na obra.
A parceria de Villaça e Montagner rendeu a ideia de um documentário sobre o a companhia La Mínima Circo e Teatro e o ofício do palhaço. O diretor seguiu com a viabilização da produção e lançou, em 2018, o documentário Pagliacci.
Em 2018, Villaça, Denise Fraga e sua equipe de criação começaram a desenvolver a peça Eu de Você, estrelando Fraga. Um espetáculo que foi montado a partir de histórias reais e mundanas enviadas em cartas a equipe. A peça estreou em Porto Alegre em 2019 e teve sua temporada em São Paulo com todas as sessões esgotadas. No início de 2020, a peça passou a viajar pelo Brasil, quando as sessões foram interrompidas com o início da pandemia. A peça retornou em 2022 e teve um sucesso maior ainda, com longas temporadas no Teatro Sérgio Cardoso, no Tuca e segue em turnê pelo Brasil inteiro com todas as sessões esgotadas. 
Já em 2019, Villaça inaugurou com mais quatro amigos a Café Royal, sua própria produtora audiovisual focada em Entretenimento e Publicidade. Pela produtora, Villaça lançou em maio de 2020 a websérie Horas em Casa. Hospedada no canal do projeto Eu de Você no YouTube, a produção traz a linguagem da peça para o audiovisual, em roteiro que expande os limites do confinamento estabelecendo pontes entre pessoas e realidades diversas, atravessando a atriz Denise Fraga com histórias e sentimentos de quarentena.
Em 2022, Villaça lançou o longa-metragem 45 do Segundo Tempo, protagonizado por Tony Ramos, Cassio Gabus Mendes e Ary França. O longa foi uma coprodução da Bossa Nova Filmes com a Globo Filmes, Telecine e SPcine, e distribuído pela Paris Filmes.
No início de 2024, Villaça criou com Denise Fraga e Zé Maria a peça O que só sabemos juntos, estrelado por Denise Fraga e Tony Ramos. A peça foi escrita na sala de ensaio pelos criadores e pelo roteirista Vinicius Calderoni, e lançada em abril de 2024 no teatro Tuca. A peça viajou pelo Brasil com sessões esgotadas e está em cartaz até hoje.

## Teatro
Paralelo aos trabalhos audiovisuais, Luiz Villaça também construiu carreira como diretor de Teatro. Em 2011, estreou nos palcos com a peça Sem Pensar, de Anya Reiss, seguido do espetáculo A Descida do Monte Morgan (2013), de Arthur Miller, obra inédita no Brasil. Villaça volta ao Teatro em 2017, com A Visita da Velha Senhora, de Friedrich Dürrenmatt, que levou mais de 200 mil pessoas ao Teatro em um ano e meio de temporada no Brasil. Já em 2019, o diretor estreia o primeiro monólogo de Denise Fraga, Eu de Você. A peça foi eleita pelo voto popular como o Melhor Monólogo de 2019, pelo Guia Folha. Em 2024, Villaça criou com Denise Fraga e Zé Maria a peça O que só sabemos juntos, estrelado por Denise Fraga e Tony Ramos.
Villaça também assina a produção de A Alma Boa de Setsuan (2008) e Galileu Galilei (2015), ambos de Bertolt Brecht.

## Trabalhos

### Cinema
| Ano  | Título                  |
| ---- | ----------------------- |
| 1999 | Por Trás do Pano        |
| 2003 | Cristina Quer Casar     |
| 2009 | O Contador de Histórias |
| 2016 | De Onde Eu Te Vejo      |
| 2018 | Pagliacci               |
| 2022 | 45 do Segundo Tempo     |

### Televisão
| Ano       | Título                      | Emissora   |
| --------- | --------------------------- | ---------- |
| 1999-2007 | Retrato Falado              | Rede Globo |
| 2002      | Copas de Mel (1ª temporada) | Rede Globo |
| 2003      | Dias de Glória              | Rede Globo |
| 2004      | Álbum de Casamento          | Rede Globo |
| 2004      | Fazendo História            | Rede Globo |
| 2006      | Copas de Mel (2ª temporada) | Rede Globo |
| 2006      | Central da Periferia        | Rede Globo |
| 2007      | Te Quiero América           | Rede Globo |
| 2013      | 3 Teresas (1ª temporada)    | GNT        |
| 2013      | A Mulher do Prefeito        | Rede Globo |
| 2014      | 3 Teresas (2ª temporada)    | GNT        |
| 2015      | Vizinhos                    | GNT        |

### Teatro
| Ano  | Título                    | Função             |
| ---- | ------------------------- | ------------------ |
| 2008 | A Alma Boa de Setsuan     | Produtor-executivo |
| 2011 | Sem Pensar                | Diretor            |
| 2013 | A Descida de Monte Morgan | Diretor            |
| 2015 | Galileu Galilei           | Produtor-executivo |
| 2017 | A Visita da Velha Senhora | Diretor            |
| 2019 | Eu de Você                | Diretor            |
| 2024 | O Que Só Sabemos Juntos   | Diretor            |